# Штамбург, Валентин Фёдорович
Валентин Фёдорович Шта́мбург (1906—1990) — советский нефтяник.

## Биография
Родился в Баку.
В 1928—1931 старший мастер союза горняков.
Окончил АзИИ (1936). В 1936—1941 годах техник, инженер, старший научный сотрудник, начальник лаборатории труб АзНИИ.
В 1941—1944 служил в РККА, старший техник-лейтенант, участник войны. 
- 1944—1947 начальник сектора по трубам АзНИИ;
- 1947—1954 начальник Специального конструкторского бюро по трубам Миннефтепрома СССР в Баку;
- 1954—1958 директор Иркутского филиала института Гипронефтемаш;
- 1958—1961 зам. директора КуйбышевНИИНП (1958—1961);
- 1961—1969 начальник отдела труб ВНИИБТ;
- 1969—1974 зам. директора ВНИИТнефть.

Кандидат технических наук. Один из создателей труб с приваренными замками, бурильных труб из алюминиевых сплавов.
Соавтор книг
- Нефтяные трубы из легких сплавов [Текст] / Г. М. Файн, В. Ф. Штамбург, С. М. Данелянц.  М. : Недра, 1990.  222 с. : рис., табл.  Библиогр.: с. 220 (25 назв.).  ISBN 5-247-00891-X
- Бурильные трубы из алюминиевых сплавов [Текст] / [В.Ф. Штамбург, Г.М. Файн, С.М. Данелянц, А.А. Шеина].  М. : Недра, 1980.  240 с. : ил. ; 22 см.

## Награды и премии
- Сталинская премия третьей степени (1949) — за разработку конструкции труб, улучшающих технологию бурения и эксплуатацию нефтяных скважин
- медаль «За оборону Кавказа»
- медаль  «За боевые заслуги»
- орден Отечественной войны II степени.